# Hanácké banderium
Hanácké banderium je krátkometrážní, český dokumentární film Jana Kříženeckého z roku 1898. Snímek byl poprvé promítán v programu Českého kinematografu na Výstavě architektury a inženýrství. Snímek byl natočen původní kamerou bratrů Lumiérů.

## Obsah filmu
Snímek zachytává slavnostní vojenskou přehlídku.